# Reduplikáció
A magyar nyelvészetben a reduplikáció terminus alaktani értelemben fordul elő. Az a terminus, amelyet a „reduplikáció” magyarosít, az angol reduplication és a francia réduplication. Jelentése ’kettőztetés’, de ez a magyar terminus a magyar nyelvészetben csak az egyik szóösszetételi módot nevezi meg. Az angol nyelvű és a francia nyelvészetben a terminus értelme kiterjed a gyermeknyelvi szóteremtésre és a szóalkotásra is.

## Alaktani reduplikáció
Egyes nyelvekben a reduplikációnak alaktani szerepe van, azaz bizonyos grammatikai kategóriákat fejez ki.
Például a magyar nyelvben csak egyes igekötők és egyes igék esetében ugyan, az igekötő reduplikációja az igejelleg szempontjából egyfajta gyakorítást fejez ki, pl. betér – be-betér. Hasonlót fejez ki a tagalog nyelvben az ige reduplikációja, pl. sulat ’ír’ – mag-sulat-sulat ’írogat’.
Az indoeurópai nyelvi egység felbomlása előtti korszakot az az archaikus flexiótípus jellemzi, amely az igeragozásban szótőbeli beszédhang vagy szótag reduplikációjából áll. Ez esetben az elem második előfordulása jelként szerepel. Ez megtalálható például a múlt idejű alakokban:
- az ógörög nyelvben: λύω [ˈluːoː] ’veszítek’ – λέλυκα [ˈleluka] ’veszítettem’;[7]
- a gót nyelvben: háitan ’meg van nevezve’ – haíháit ’meg volt nevezve’;[6]
- a latin nyelvben: do ’adok’ – dedi ’adtam’, sto ’állok’ – steti ’álltam’.[10]

A fenti latin igealakok reduplikációval öröklődtek át az újlatin nyelvek közül csak a román nyelvbe, amelyben az egyszerű, a folyamatos és a régmúlt idő alaikjaiban van meg: dădui, dădeam, dădusem; stătui, stăteam, stătusem. Ezekben a megismételt elemek már nem elemezhetőek morfémákként, hanem szabálytalanoknak tekintett igetövek szótagjaiként vannak jelen.
Hasonló jelenség a tagalog nyelvben a jövő idő jelzése, pl. sulat ’ír’ – su-sulat ’írni fog’.
Több Dél-Ázsiában, Délkelet Ázsiában, Óceániában, Madagaszkáron és Nyugat-Afrika tengerpartján beszélt nyelvben teljes szavak ismétlése jellemző a többes szám kifejezésére, például a maláj nyelvben: anak-anak ’gyerekek’, babi-babi ’disznók’.

## Szóteremtési reduplikáció
Egyes szótag-reduplikációval keletkezett szavakról azt feltételezik, hogy a beszélni kezdő gyerekek teremtményei, mivel számos nyelvben megvannak. Példák:
- A mama szónak megfelelők kis fonetikai eltérésekkel megvannak az ógörögben (μάμμα), a latinban (mamma), az újgörögben (μάμα), az albánban (mëmë), az olaszban (mamma), a franciában (maman), a spanyolban (mamá), a románban (mamă), a bolgárban, az oroszban, a BHMSZ-ben,[13][14] a lengyelben (mama), a németben (Mama),[15] az angolban (mam).[16]
- Egy másik szó, amely így keletkezhetett, a magyar baba és megfelelői egyes nyelvekben: (angolul) baby, (albánul) bébe,[17] (franciául) bébé.[18]
- Hasonló feltételezés van a papa szóról[19] és megfelelőiről más nyelvekben: (görögül) πάππας [pappas], (latinul) pappa, (franciául) papa.[20]
- A pappa szón kívül a latinban megvan szinonimájaként a tata is, amelynek a románban az ’apa’ megfelelője (tată), a spanyolban pedig a tato ’tesó’ (fivér) a leszármazottjai.[21]
- A p mássalhangzóval több nyelvben ilymódon keletkezett szó van a bébiételre: (magyarul) pép, (latin) pa(p)a, (németül) Pappe, (csehül) papu.[22] Belőle a latinban képzett pappare ige a román a păpa ’papizik’ előzménye.[23]

Egyes szótag-reduplikációval keletkezett szavak bekerültek a felnőttek fesztelen regiszterébe (pl. (magyarul) mama, papa), mint szokásos regiszteri szavak (anya, apa) szinonimái. Mások egyes nyelvek szokásos regiszterébe kerültek, mint (magyarul) baba (beleértve a játék nevét is), (angolul) baby. A román nyelv szokásos regiszterébe a latin gyermeknyelvi mamma, tata szavak öröklődtek át: mamă, illetve tată.

## Szóalkotási reduplikáció
Nemcsak szóismétléses szóösszetétellel van szóalkotás, amit a magyar nyelvészetben kettőztetésnek neveznek, hanem szótag-ismétléssel is.
Például a dajkanyelvben felnőttek alkotnak olyan szavakat, amelyekkel kisgyerekekhez szólnak. Ezek hasonlítanak azokra, amelyeket a kicsik teremtenek, például (magyarul) pipi, csecse, dádá, pápá. Egyesekről nem világos, hogy gyerekektől vagy felnőttektől származnak-e. Például a tütü lehet a tülkölés utánzása, amelyet a gyerekek a gépkocsira használnak, de lehet összefüggése magával a tülköl igével is.
A francia dajkanyelvben létező szavakból alkotottak a dodo ’tente’ (a dormir ’aludni’ igéből), lolo ’tejecske’ (< lait ’tej’), pipi ’pisi’ (< pisser ’hugyozni’), tata (< tante ’nagynéni’), tonton (< oncle ’nagybácsi’), mémé ’nagyi’ (< grand-mère ’nagyanya’), pépé ’nagypapa’ (< grand-père) stb. szavak.
Egyes gyermeknyelvi vagy dajkanyelvi szavak új jelentéseket vettek fel, például a fenti mémé és pépé változatai:
- A mémère (< grand-mère) szónak a fesztelen regiszterben ’koros és testes nő’ is a jelentése.[27]
- A pépère (< grand-père) főnév melléknév lett a népi regiszterben olyan szószerkezetekben, mint un coin pépère ’nyugis hely’, un métier pépère ’nyugis mesterség’.[28]

A francia nyelv fesztelen regiszterében nagyon gyakori a szótag-ismétléses becézett keresztnév: Guiguite (< Marguerite), Nanar (< Bernard), Totor (< Victor vagy Hector), Popol (< Paul), Mimile (< Émile) stb. Enyhítés céljából megkettőznek egyszótagú mellékneveket is, pl. bébête ’butácska’ (< bête ’buta’); foufou (hn.), fofolle (nn.) ’dilinyós’ (< fou, folle ’bolond’); sosot (hn.), sosotte (nn.) ’butácska’ (< sot, sotte).